# Joan Senent-Josa
Joan Senent-Josa (Barcelona, 1947- Barcelona, 13 de desembre de 2023) va ser un biòleg, periodista i traductor català. Va estudiar biologia a la Sorbona de París, on va viure cinc anys amb una beca del govern francès. Els anys 1967 i 1968 actuava a París com a delegat de relacions internacionals del Sindicat Democràtic d'Estudiants.
Va ser col·laborador habitual de les revistes El Viejo Topo, i Triunfo i del diari El País.
Va fundar i dirigir la revista Ciència durant la seva segona etapa del 1980 al 1991. I va reivindicar els orígens de la literatura de ciència-ficció en català.
Juntament amb la biòloga Montserrat Vallmitjana, el 1982 van tenir cura de l'edició en català de L'origen de les espècies de Charles Darwin.
Va ser un espeleòleg reconegut per investigar insectes de les profunditats. Hi ha dues espècies d'escarabats que porten el seu nom: Subilsia senenti (Español 1967), que va descobrir a la Serralada de l'Atlas, al Marroc, i Troglocharinus senenti (Escolà 1967), una troballa a la serralada del Montsec de Rúbies.
Senent-Josa va ser militant maoista actiu fins a la mort de Mao i el descobriment dels crims de la Revolució Cultural, que va considerar «una revolució dins la revolució» que va acabar malament. Va continuar sent un admirador de la Xina. De 1974 a 1977, va militar en el Partit del Treball d’Espanya, que abandonà arran de la crisi que va viure aquesta organització política i que va acabar amb l’expulsió de bona part de la direcció de Catalunya.
Va participar en el documental Morir de dia, un relat de les morts que va deixar l'heroïna durant les dècades de 1980 i 1990.
Va ser fundador el 1993 de l'Associació Lliure Antiprohibicionista (ALA), un centre de debat polític i club de cànnabis situat al barri barceloní de Sants.

## Obres

### Llibres
- Miseria y dependencia científica en España (Barcelona: Laia, 1977) ISBN 84-7222-383-3[14]
- Conocer Mao y su obra (Barcelona: Dopesa1978) ISBN 84-7235-364-8[14]
- L'origen de les espècies, de Charles Darwin (curador, junt amb Montserrat Vallmitjana; traducció de Santiago Albertí i Constanza Albertí; epíleg de Thomas Glyck)) (Barcelona: Edicions 62) ISBN 84-297-1916-4[14]
- Ensayo sobre el arte de navegar por debajo del agua (Narcís Monturiol, Joan Senent-Josa) (Barcelona: Altafulla, 1982) ISBN 84-85403-38-X
- Què és la vida?: l'aspecte físic de la cèl·lula viva; i la ment i la matèria , d'Erwin Schrödinger, Jorge Wagensberg, Joan Senent-Josa (Barcelona: Edicions 62, 1984) ISBN 84-297-2198-3[14]

### Articles
- Per a articles de Joan Senent Josa vegeu-ne la fitxa a Dialnet.[14]